# 磯崎功
磯崎 功（いそざき いさお、1955年8月20日 - ）は神奈川県出身のプロゴルファー。

## 来歴
厚木市立睦合中学校卒業後の1975年にプロ入りし、1979年の日本プロでは初日を4アンダー68で横島由一・久保四郎・宮本省三・尾崎将司・林慎一と並んでの4位タイでスタートして、2日目には小林富士夫と並んでの9位タイに着けた。
1981年の札幌とうきゅうオープンでは初日に小雨混じりの中で69をマークして、入江勉・島田幸作・上野忠美、グラハム・マーシュ（オーストラリア）、草野忠重と並んでの3位タイでスタートする。2日目には入江・マーシュと共に5位タイ、3日目には台湾勢が上位を占める中で竹安孝博・入江と共に日本勢最上位となるテリー・ゲール（オーストラリア）と並んでの5位タイに着けた。
1981年の東芝太平洋マスターズでは初日に好調なアプローチで7バーディーのうち4バーディーを1m以内に寄せ、6アンダー66のコースレコードで首位に立ち、ダニー・エドワーズ（アメリカ）に1打差付けて初のトーナメントリーダーとなった。2日目には前日12位のロン・ヒンクル（アメリカ）が65のコース新で一気に首位を奪われ、磯崎は73を叩いて呂西鈞（中華民国）・川田時志春に並ばれての5位タイに落ちる。3日目には首位と5打差内の8位に着け、最終日には青木功、ボビー・クランペット&D.A.ワイブリング（アメリカ）、鈴木規夫と並んでの7位タイに入った。
1982年の日本国土計画サマーズでは初日に64をマークして首位でスタートし、2日目には杉原輝雄・鈴木と首位タイで並ぶ。3日目には杉原・鈴木と炎天下での激烈な首位争いを演じたが、鈴木と共に14番でボギーを叩き、1オーバー2位タイに後退。最終日には3打差スタートの杉原に前半こそピタリとつけたが、杉原が2個目のバーディーを奪った10番を落とし、鈴木と並んでの2位タイに終わった。関東オープンでは尾崎将司・羽川豊に次ぐと同時に吉武恵治・菊地勝司・杉本英世・中嶋常幸を抑え、小林と並んでの3位タイに入った。
1983年には武富士サイパンで尾崎直道・湯原信光・上原宏一・高橋勝成・出口栄太郎・中村稔・中川泰一・杉田勇と並んでの6位タイ、日本プロでは山本善隆・増田光彦と並んでの9位タイに入った。
1984年にはフジサンケイクラシックで初日を石井裕士と共に68をマークして2位タイでスタートし、2日目には69をマークして尾崎健夫と並んでの首位タイに立ったが、3日目には77を叩いて宮本康弘・マーシュ・泉川ピート・白浜育男・中村通と並んでの6位タイに後退した。アコムダブルスで島田幸作とペアを組み、2日目に単独首位に立った湯原信光&デビッド・イシイ（アメリカ）ペアから2打差で山本善隆&山本洋一ペアと並んでの2位タイに着け、3日目には10アンダー62の通算26アンダー190で首位に立つ。最終日には湯原&イシイペアを抑えて通算32アンダー256で初優勝、賞金1000万円を獲得。かながわオープンでは矢部昭・河野和重・西澤浩次と並んでの4位タイ、日本オープンでは藤木三郎・草壁政治と並んでの3位タイ に入った。
1985年にはKSB瀬戸内海オープンでは倉本昌弘・小林に次ぐと同時に中松幹雄と並んでの3位タイ、ブリヂストン阿蘇オープンでは栗原孝・新井規矩雄・金子柱憲・金井清一・安達典夫・川上実と並んでの10位タイ、よみうりサッポロビールオープンでは陳志明（中華民国）・中村と並んでの3位タイ、サントリーオープンではコリー・ペイビン（アメリカ）、ブライアン・ジョーンズ（オーストラリア）と並んでの6位タイに入った。
1987年の千葉オープンでは牧野裕・中村忠夫・長谷川勝治に次ぐと同時に中尾豊健・小川清二と並んでの4位タイに入り、1988年のスポーツ振興オープンで2勝目を挙げた。
1988年の茨城オープンでは内田袈裟彦・藤池昇・米山剛と並んでの6位タイ、1989年には水戸グリーンオープンで市川幹雄と並んで太田慶治・小島昭彦に次ぐ3位タイに入ったが、1996年のアコムインターナショナルを最後にレギュラーツアーから引退。
2024年現在は入野太・星野桂一と共に山梨県プロゴルファー会会員。

## 主な優勝
- 1984年 - アコムダブルス
- 1988年 - スポーツ振興オープン